# Astorgi I Manfredi
Astorgi I Manfredi (Astorgio I Manfredi) va ser fill de Joan Manfredi. Va ser senyor de Calamello i Rontana, del 1375 al 15 de setembre de 1404; senyor de Granarolo, del 1377 al 15 de setembre de 1404; senyor de Bagnacavallo, Brisighella, Gesso, Fornazzano, San Cassiano, Ceppaiano, Montalbergo, Santa Maria in Montalto, San Procolo i Castel Laderchio, del 1378 al 15 de setembre de 1404; senyor sobirà i vicari Pontifici de Faenza, del 1379 al 15 de setembre de 1404; senyor de Savignano, el 1394; senyor i viari pontifici de Fusignano i Donigaglia, el 1397; senyor i vicari pontifici de Montemaggiore, del 1397 al 15 de setembre de 1404; senyor de Brisighella i Val Lemone, el 1405.
Va ser capità de la Compagnia di Ventura della Stella, al servei de diversos senyors. Va ser, també, poeta.
Va morir executat (decapitat) a Faenza, el 28 de novembre de 1405. Quan va morir, feia tres anys que era vidu de Lenta de Polenta, filla de Guiu de Polenta, senyor de Ravenna. Va ser el pare de Joangaleàs I Manfredi i Antònia (morta el 1434), esposa d'Alberico de Barbiano, comte de Cunio i senyor de Belgioioso